# Jules Massenet
Jules Émile Frédéric Massenet (født 12. maj 1842, død 13. august 1912) (udtales masné) var en fransk komponist. Han er bedst kendt for sine operaer, som var meget populære omkring 1900. Efter hans død er de fleste gået i glemmebogen undtagen Manon og Werther og til dels fx Thais og Esclarmonde.

## Biografi
Massenet blev født i Montaud uden for Saint-Etienne i Loire. Da han var seks år gammel, flyttede hans familie til Paris på grund af faderens dårlige helbred. Der begyndte hans mor, Adélaïde Massenet, født Royer, der var sin mands anden hustru, at tage klaverelever. Hun underviste Jules så godt, at han i en alder af 11 kom ind på konservatoriet i Paris. Han studerede, da hans familie flyttede fra Paris til Chambéry, men Jules vendte tilbage til Paris efter et par måneder for at bo sammen med en anden del af familien. For at klare sig under studierne arbejdede han i seks år som bækkenspiller på Théâtre Lyrique og spillede på andre slagtøjsinstrumenter på  andre teatre og som pianist på Café de Belleville.
I begyndelsen havde nogle af hans lærere ikke spået ham en musikalsk karriere, men det ændrede sig i 1862, da han vandt Grand Prix de Rome med sin kantate David Rizzio, hvorefter han tilbragte tre år i Rom. Der mødte han Franz Liszt, på hvis foranledning han begyndte at give klavertimer til den velhavende Mme Sainte-Maries datter. Efter tre år blev denne hans elev hans kone.
Hans første opera, La Grand' tante, var en enakter, der blev opført på Opéra-Comique i 1867. Alligevel var det hans dramatiske oratorium Marie-Magdeleine, uropført i 1873, der vandt ham anerkendelse fra Pjotr Iljitj Tjajkovskij, Vincent d'Indy (der senere vendte sig imod ham) og Charles Gounod. Hans virkelige mentor Ambroise Thomas var selv komponist og en mand med vigtige kontakter i teatermiljøet. En andet vigtig tidlig mæcen var hans forlægger, Georges Hartmann, hvis forbindelser i journalistiske kredse støttede ham i at blive kendt i de vanskelige første år som komponist. Selv Massenets ægteskab med Louise-Constance de Gressy i 1866 hjalp ham meget i sociale kredse.
Massenet holdt en pause fra sine kompositioner som soldat i den fransk-prøjsiske krig, men vendte tilbage til sin kunst efter freden i 1871. Fra 1878 var han professor i komposition ved konservatoriet, hvor hans elever var Gustave Charpentier, Reynaldo Hahn, Georges Enesco og Charles Koechlin. Hans største succeser fik han med Manon i 1884, Werther i 1892 og Thaïs i 1894. Blandt hans senere operaer er Le jongleur de Notre-Dame opført i 1902 og Don Quichotte opført i Monte Carlo i 1910 med den legendariske russiske bas Feodor Chaliapin i titelrollen.
Massenet brugte Wagners ledemotivs-teknik, men i en lettere fransk udgave. Nogle fandt stilen lidt for sødladen. Vincent d'Indy mente fx, at Massenet stod for "un érotisme discret et quasi-réligieux" (en diskret og halvreligiøs erotik). Massenet var imidlertid en af sin tids mest populære komponister. Det bedste af hans musik indeholder en vitalitet og en charme, som også falder i smag hos et nutidigt publikum. Massenet havde talent for gode melodier og godt teater. Han havde en individuel stil, som ikke kan forveksles med andres.
I 1876 blev han optaget i Légion d'honneur, og i 1899 blev han udnævnt til Grand Officer. I 1878 blev han valgt som medlem af Académie des Beaux-Arts på bekostning af Camille Saint-Saëns. Han var kun 36, dent yngste nogensinde.
Ud over hans operaer komponerede Massenet koncertsuiter, balletmusik, oratorier og kantater og ca. 200 sange. Nogle af hans ikke-vokale kompositioner har nået en omfattende popularitet og opføres hyppigt som Meditation fra Thaïs for violin og orkester samt Aragonaise fra hans opera Le Cid og Élégie for cello og orkester (fra hans skuespilsmusik til Les Érinnyes). De to sidste stykker spilles almindeligvis af klaverstuderende. Élégie findes i mange arrangementer.
Massenet døde i Paris i en alder af 70 efter lang tids kræftsygdom.

Massenet var en meget produktiv og hårdtarbejdende komponist (over 25 operaer er bevaret) og stod ofte op kl. 4 for at komponere. Han skabte ikke sine værker "ved klaveret" (som så mange andre komponister gør), men alene ud fra sin fantasi. Det hjalp ham i høj grad med at nå sin høje standard som orkestrator. Selv i hans højeste passager er den instrumentale tekstur altid klar. Han er også kendt for at have undgået alle prøver og opførelser af sine værker, hvorfor han måtte høre fra andre om operaernes succes.

## Værker

### Oratorier og kantater
- David Rizzio (1863)
- Marie-Magdeleine (1873)
- Ève (1875)
- Narcisse (1877)
- La Vierge (1880)
- Biblis (1886)
- La Terre Promise (1900)

### Balletter
- Le Carillon (1892)
- Cigale (1904)
- Espada (1908)
- L'histoire de Manon (arr. Leighton Lucas) – 1974

### Orkesterværker
- Première suite d'orchestre (1867)
- Scènes hongroises (1870)
- Scènes pittoresques (1874)
- Scènes dramatiques (1875)
- Scènes napolitaines (1876)
- Scènes de féerie (1881)
- Scènes alsaciennes (1882)
- Fantaisie pour violoncelle et orchestre (1897)
- Koncert for klaver og orkester (1903)
- Ouverture de concert
- Overture to Racine's Phèdre
- Sarabande espagnole

### Skuespilmusik
- Les érinnyes – 1873
- Un drame sous Philippe II – 1875
- La vie de bohème – 1876
- L'Hetman – 1877
- Notre-Dame de Paris – 1879
- Michel Strogoff – 1880
- Nana-Sahin – 1883
- Théodora – 1884
- Le crocodile – 1900
- Phèdre – 1900
- Le grillon du foyer – 1904
- Le manteau du roi – 1907
- Perce-Beige et les sept gnomes – 1909
- Jérusalem – 1914

#### Sangsamlinger og -cyklusser
- Poëme d'Avril (Armand Silvestre), Op. 14, poesideklamation med klaversoli, ca. 1866, offentliggjort 1868
- Poëme pastoral (Florian og Armand Silvestre), baryton, tre kvindestemmer, klaver, 1870-1872, offentliggjort 1872
- Chansons des bois d'Amaranthe (M. Legrand, after Redwitz), fire soli og klaver, 1900, offentliggjort 1901

#### Sange
- À Colombine (Serenade d’Arlequin) (Louis Gallet)
- À la trépassée (Armand Silvestre)
- À la Zuecca (Alfred de Musset)
- À Mignonne (Gustave Chouquet)
- Adieu (Complainte) (Armand Silvestre)
- Adieux (Gilbert)
- Anniversaire (Armand Silvestre)
- Aubade (Gabriel Prévost)
- Automne (Paul Collin)
- Berceuse (Gustave Chouquet)
- Bonne nuit! (Camille Distel)
- Ce que disent les cloches (Jean de la Vingtrie)
- C'est l'amour (Victor Hugo)
- Chant provençal (Michel Carré)
- Crépuscule (Armand Silvestre)
- Dans l'air plein de fils de soie (Armand Silvestre)
- Declaration (Gustave Chouquet)
- Élégie (Louis Gallet)
- Epitaphe (Armand Silvestre)
- Être aimé (Jules Massenet efter Victor Hugo)
- Guitare (Victor Hugo)
- La mort de la cigale (Maurice Fauré)
- La veillée du Petit Jésus (André (Theuriet)
- La vie d'une rose, Op. 12, No. 3 (Jules Ruelle)
- L'air du soir emportati (Armand Silvestre)
- L'âme des oiseau (Elena Vacarescu)
- Le portrait d'une enfant, Op. 12, No. 4 (Pierre de Ronsard)
- Le sais-tu? (Stéphan Bordèse)
- Le sentier perdu (Paul de Choudens)
- Le verger (Camille Distel)
- Les alcyons (Joseph Antoine Autran)
- Les bois de pins (Camille Distel)
- Les enfants
- Les femmes de Magdala (Louis Gallet)
- Les mains (Noel Bazan)
- Les oiselets (Jacques Normand)
- L'esclave, Op. 12, No. 1 (Théophile Gautier)
- Lève-toi (Armand Silvestre)
- Loin de moi ta lèvre Qui Ment (Jean Aicard)
- Madrigal (Armand Silvestre)
- Musette (Jean Pierre Claris de Florian)
- Narcisse à la fontaine (Paul Collin)
- Néére (Michel Carré)
- Nouvelle chanson sur un vieil air (Victor Hugo)
- Nuit d'Espagne (Louis Gallet)
- Ouvre tes yeux bleus (Paul Robiquet)
- Pensée d'automne (Armand Silvestre)
- Pour qu'à l'espérance (Armand Silvestre)
- Prélude (Armand Silvestre)
- Première danse (Jacques Clary Jean Normand)
- Puisqu’elle a pris ma vie (Paul Robiquet)
- Que l'heure est donc brève (Armand Silvestre)
- Rêvons, c'est l'heure (Paul Verlaine)
- Riez-vous (Armand Silvestre)
- Rondel de la belle au bois (Julien Gruaz)
- Roses d’Octobre (Paul Collin)
- Sérénade (Molière)
- Sérénade aux mariés, Op. 12, No. 2 (Jules Ruelle)
- Sérénade de Zanetto (François Coppée)
- Sérénade du passant (François Coppée)
- Si tu veux, Mignonne (Abbé Claude Georges Boyer)
- Soir de rêve (Antonin Lugnier)
- Soleil couchant (Victor Hugo)
- Sonnet (Georges Pradel)
- Sonnet matinal (Armand Silvestre)
- Sonnet payen (Armand Silvestre)
- Souhait (Jacques Normand)
- Sous les branches (Armand Silvestre)
- Souvenez-vous, Vierge Marie! (Georges Boyer)
- Souvenir de Venise (Alfred de Musset)
- Stances (Gilbert)
- Sur la source (Armand Silvestre)
- Un adieu (Armand Silvestre)
- Un souffle de parfums (Armand Silvestre)
- Voici que les grans lys (Armand Silvestre)
- Voix suprême (Antoinette Lafaix-Gontié)
- Vous aimerez demain (Armand Silvestre)

#### Other
- Diverse klaverstykker
- Færdiggørelse og orkestrering af Léo Delibes' opera Kassya
- Prelude i C-dur for orgel.

## Media
- Problemer med at afspille lydfilerne? Se hjælp.

## Notes
1. ↑  Navnet er anført på svensk og stammer fra Wikidata hvor navnet endnu ikke findes på dansk.
2. ↑  "Jules Massenet Dies Suddenly", New York Times, 14. august 1912
3. ↑  "Hammerstein: In Memorial", New York Times, 15. august 1912

## References
- Irvine, Demar (1994). Massenet: A Chronicle of His Life and Times. Portland, Oregan: Amadeus Press. ISBN 0-931340-63-2.
- Harding, James (1970). Massenet. New York: St. Martin's Press.
- Massenet, Jules (1971). My Recollections. New York: AMS Press. ISBN 0404042295.
- My recollections fra archive.org
- Huebner, Steven (2006). French Opera at the Fin de Siecle: Part I - Jules Massenet. Oxford Univ. Press, US. s. 25-168. ISBN 9780195189544.
- Finck, Henry T. (2007). Massenet and His Operas. READ BOOKS. ISBN 9781406734164.

## Eksterne links
- Frie noder af Jules Massenet i International Music Score Library Project
- Frit tilgængelige noder af Jules Massenet i Werner Icking Music Archive (WIMA)
- Massenet: "Méditation" fra Thais på YouTube for cello og orkester.
- Masters of French Music: Jules Massenet af Arthur Hervey Arkiveret 10. oktober 2007 hos  Wayback Machine
- All Music, biografiske optegnelser om Massenet
- Omfattende biografi med referencer og kompositioner

Partiturer og stemmepartiturer fra Indiana University Bloomington Libraries:
- Orkesterpartituret til Werther
- Orkesterpartituret til Manon
- Don Quichotte: Stemmepartitur (klaverudtog), fransk og engelsk libretto